# 58185 Rokkosan
58185 Rokkosan è un asteroide della fascia principale. Scoperto nel 1991, presenta un'orbita caratterizzata da un semiasse maggiore pari a 2,2994658 UA e da un'eccentricità di 0,2026202, inclinata di 5,16395° rispetto all'eclittica.